# The Oprah Winfrey Show
Pour les articles homonymes, voir Winfrey.
 (septembre 2009).
Améliorez-le ou discutez des points à vérifier. 
The Oprah Winfrey Show (également connu sous le simple nom de Oprah ou simplement O) est un talk show américain basé à Chicago, produit et présenté par Oprah Winfrey. Il fut arrêté en 2011.
Il est le talk show le plus suivi dans l'histoire de la télévision américaine. Il est diffusé pour la première fois le 8 septembre 1986, avec plus de 22 saisons et 3 724 épisodes en novembre 2008.
The Oprah Winfrey Show a été inclus dans la liste succincte du Time Magazine de la meilleure série télévisée du XXe siècle en 1998, et a été classé dans le Top 50 sur TV Guide des plus grands shows américains de tous les temps en 2002.
L'émission est très influente, particulièrement chez les femmes, et plusieurs de ses sujets touchent à la conscience de la culture populaire américaine. Tandis que les épisodes de l'émission suivaient le style de Phil Donahue, Oprah a par la suite transformé sa série en une émission plus positive et spirituelle marquée par le Oprah's Book Club, en interviewant des célébrités et des philanthropes pour commenter les événements majeurs du monde.

## Production
Le talk show est une production de Harpo Productions. Le show est diffusé sur la plupart des stations CBS et ABC aux États-Unis, sur CTV au Canada, sur la Diva TV au Royaume-Uni et sur MBC4 en Arabie saoudite.
Le show est diffusé en Haute définition depuis le premier épisode de la saison 2008-2009, le 8 septembre 2008, devenant ainsi l’un des premiers talk show quotidien et national diffusés en HD. La première émission de la saison a été transmise du Millennium Park de Chicago et présentait plus de 175 athlètes de l'équipe olympique des États-Unis comprenant Michael Phelps, Nastia Liukin, Mai-Treanor, Misty May-Treanor, Kerri Walsh et Kobe Bryant, tous vainqueurs d'une médaille d’or.
Le dernier épisode de The Oprah Winfrey Show a été produit le 25 mai 2011. Il avait été précédé par un enregistrement d'adieu en deux parties devant un auditoire de 13 000 personnes avec la participation d'Aretha Franklin, Tom Cruise, Stevie Wonder, Beyoncé, Tom Hanks, Maria Shriver, Will Smith et Madonna,,. Elle remercia son personnel et ses fans, et termina son discours en larmes. Ce dernier épisode reçut l'audience la plus élevée depuis 17 ans.

## Interviews
Oprah Winfrey a interviewé un grand nombre de politiciens et personnes connues pendant vingt ans. Dans les premières saisons de l'émission, plutôt que d'offrir une simple plate-forme de publicité, elle invite une célébrité ayant focalisé l'attention des médias. Comme lorsque le mannequin Naomi Campbell a connu un problème d'abus de substances illicites. Elle interviewe souvent des célébrités sur des thèmes qui les impliquent directement, comme les œuvres de charité ou le cancer.
L'animatrice a raconté qu'elle a vécu sa plus mauvaise expérience avec Elizabeth Taylor dans la quatrième saison. L'actrice a refusé de parler de ses mariages et ses relations du moment, provoquant un silence embarrassé. Plus tard, l'actrice a fait des excuses et elle a participé à une autre émission dans des dispositions d'esprit meilleures.
L'interview par Oprah de Tom Cruise, qui était diffusée le 23 mai 2005, l'a également aidée à gagner de la notoriété. Cruise — selon le New York Times — « a sauté autour du poste de télévision, a sauté sur le canapé, s'est mis à genoux et à plusieurs reprises a professé son amour pour sa nouvelle amie, Katie Holmes. » Cette scène est rapidement devenue un moment culte de la culture populaire américaine et a été fortement parodiée dans les médias comme MADtv, Saturday Night Live, Les Griffin, Hannah Montana et dans le film Scary Movie 4.
Les invités moins célèbres sont généralement des personnes ordinaires qui ont été impliquées dans une situation extraordinaire. Comme dans la quatrième saison quand Truddi Chase, une femme qui souffre du Trouble dissociatif de l'identité, a rapporté qu’elle a été violemment et sexuellement maltraitée à l'âge de deux ans. Après la présentation de Chase, qui était là pour faire la promotion pour son livre When Rabbit Howls, Oprah a pleuré en lisant le prompteur, se rappelant sa propre enfance. Incapable de se contrôler, à plusieurs reprises elle a demandé aux producteurs d’arrêter de filmer. D'autres invités, choisis parce qu'ils sont particulièrement démodés, sont "relookés" par Trinny Woodall et Susannah Constantine.

## Rubriques récurrentes
Oprah's Book Club
À l'origine, l'idée était de mettre en vedette un livre ou de faire une interview de son auteur. Sa popularité a accru les ventes des livres présentés au point d'en faire des best-sellers, (augmentant souvent les ventes jusqu’à un million d'exemplaires). Elle a été suspendue en 2002 puis est revenue en 2003, comportant des œuvres plus classiques de la littérature, avec des sélections réduites par saison. L’ancien format a été réintroduit en septembre 2005, mais son choix de A Million Little Pieces de James Frey a été très controversé en raison des accusations de falsification dont cet ouvrage a été l'objet. En janvier 2006 Night d'Elie Wiesel a été choisie ; Oprah Winfrey a été jusqu'à voyager à Auschwitz avec M. Wiesel.
What's The Buzz?
Oprah présente des personnes ayant fait parler d'elles récemment. Plusieurs médias ont critiqué l'effet de cette rubrique pour les invités, auxquels elle procure une publicité supplémentaire. On peut citer le gagnant d’un Oscar Jamie Foxx et le chanteur James Blunt. En particulier, Blunt a vu les ventes de son album atteindre la deuxième place du Billboard 200.
Remember Your Spirit (Retrouvez votre personnalité)
Iyanla Vanzant, invitée régulière, sorte de coach spirituel devenue populaire depuis sa première apparition au milieu des années 1990, parle de l'importance de l’affirmation personnelle et de la valeur intrinsèque.
Oprah's Favorite Things (Les objets préférés d'Oprah)
Diffusé habituellement pendant la saison des achats de Noël ou au début du printemps, les articles favoris de la présentatrice sont donnés au public. Certains épisodes de ce type comportent des groupes de personnes choisies. En novembre 2006, elle a choisi de distribuer des cartes de crédit de 100 $ et des caméscopes aux spectateurs, qui ont déclaré aider d'autres personnes en utilisant cet argent. Depuis lors, l'animatrice l'a appelé son cadeau préféré.
Tuesdays With Dr
Mehmet C. Oz, MD, the Ivy-League chef de chirurgie cardiaque à Columbia mieux connue des téléspectateurs de Winfrey en tant que "Dr Oz", apparaît régulièrement les mardis sur la saison 2008-2009 de The Oprah Winfrey Show.
Fridays Live
Présentateurs : Mark Consuelos, Ali Wentworth, Oprah Winfrey, et Gayle King.

## Wildest Dreams
Une nouvelle variante est apparue durant ces dernières années. Son thème est la réalisation du rêve de personnes invitées, qui ont écrit précédemment au show: le rêve d’une nouvelle maison, d'une rencontre avec un artiste préféré, ou être invité au show.
En 2004, Winfrey a surpris toute son audience en donnant à chaque membre une Pontiac G6. Winfrey a hurlé, « You get a car! You get a car! You get a car! Everybody gets a car! » (« Tu obtiens une voiture ! Tu obtiens une voiture ! Tu obtiens une voiture ! Tout le monde obtient une voiture ! »). Ce moment a été choisi, en tant qu'un des plus grands moments dans l'histoire de télévision par TV Guide. C’est General Motors qui a donné les voitures comme un coup de publicité. En 2005, l'invitée Tina Turner, permet à la star de Desperate Housewives Felicity Huffman de réaliser son rêve, en chantant avec Turner. Un homme appelé, David Caruso qui a perdu 150 kg après avoir pesé 260 kg, est venu dans le show en 2003 et a dit à Oprah que son rêve était de se reposer dans une Porsche. Quelques minutes plus tard, une Porsche Boxster S, blanche de 2004 (valeur d'environ 63 000 $ lui a été donné. Winfrey y voit l'un ses 20 moments préférés, repris sur un DVD spécial de compilation.

## D'autres moments célèbres
- Le 25 décembre 1986, Liberace, un pianiste célèbre, fait sa dernière apparition publique sur Oprah, mourant six semaines plus tard à cause du SIDA[8].
- En 1987, Oprah se rend dans le Comté de Forsyth en Géorgie, réputé comme un haut-lieu du racisme. La plupart des habitants présents, à l'exception d'une femme, se déclarent partisans de la ségrégation. L'émission revient 25 ans après au même endroit, où noirs et blancs cohabitent à présent paisiblement.
- L’épisode intitulé The Weight Wagon, diffusé le 5 novembre 1988, montre Winfrey tirant un chariot contenant de la graisse représentant le poids qu’elle a perdu par un régime alimentaire[9]. Cependant, elle reprend rapidement, dans les mois qui suivent, une grande partie du poids qu'elle a perdu.
- L'épisode le plus suivi est celui de 1993, où Michael Jackson, rare à la télévision, fait une apparition, pendant laquelle il essaye de dissiper plusieurs rumeurs l'entourant et indique à Winfrey qu'il souffre du vitiligo.
- En 1996, les membres survivants de Little Rock Nine rencontrent quelques anciens camarades de classe qui les ont interpellés lors de leur premier jour de classe[10].
- Tom Cruise, le 23 mai 2005, saute sur le canapé, tombe sur un genou et a, à plusieurs reprises, professé son amour pour sa nouvelle amie Katie Holmes[11].
- En 2006, Clemantine Wamariya et sa sœur Claire, rescapées du génocide rwandais, retrouvent sur scène, sans en avoir été prévenues, leur famille, perdue de vue depuis 12 ans[12],[13],[14].
- En 2009, Kate et Gerry McCann apparaissent dans l'émission, lançant un appel au public pour les aider à trouver leur fille, Madeleine McCann[15].

## Audiences
Le show réalise en moyenne une audience de 8,5 millions de téléspectateurs lors de sa diffusion originale et environ 4,5 millions pour les rediffusions.

## Critiques
Certains des détracteurs de Winfrey l'accusent d'être de gauche (aux États-Unis, democrat) ; elle a soutenu des causes socialistes telles que le living wage (≈ salaire de subsistance), et a invité plusieurs fois le réalisateur de film Michael Moore sur le show. L’épisode controversé diffusé en 2005 (cependant à l'origine diffusé sans problèmes en octobre 2003), où les invités ont discuté la pratique sexuelle anulingus, a enflammé les critiques. La FCC a reçu une prolifération de plaintes de parents en colère car les enfants ont regardé le show en début de soirée.
Une autre controverse récente fut quand Winfrey a refusé apparemment d'inviter la candidate républicaine à la vice-présidence Sarah Palin sur son show jusqu'à la fin du cycle de l'élection présidentielle de 2008. Cependant, il est peu probable que le candidat démocrate à la vice-présidence Joe Biden, ou les candidats présidentiels y apparaîtraient également dans les deux derniers mois des élections, en raison des conditions du FCC exigeant un temps égal pour tous les candidats (bien que Phil Donahue a évité cette condition). En outre, après qu’elle eut confirmé son soutien pour Barack Obama, Winfrey a déclaré que, jusqu'à ce que l'élection soit terminée, elle n'inviterait pas les candidats présidentiels. Cependant Winfrey a invité Obama dans le show deux fois, en 2005 et 2006, avant qu’il annonce être candidat à la présidence.
Vers la fin des années 1990, dans une discussion sur la maladie de la vache folle, Winfrey a déclaré que cette maladie l'a poussé à ne plus manger de hamburgers. Les propriétaires d'un ranch de bétail au Texas ont considéré que la citation était équivalente à de la diffamation, et ils l’ont poursuivie en justice. En raison des procédures légales, le show a été forcé de se déplacer à Amarillo, Texas pendant une période d'approximativement un mois et demi. Winfrey n'a même pas été autorisée à mentionner le procès sur son show. Winfrey a été acquittée de tous les frais.

## YouTube
Winfrey a créé une chaîne sur YouTube en novembre 2007 qui présente quelques séquences de son show et d’autres vidéos ayant une relation au show.